# Die Flut (Lied)
Die Flut ist ein Lied des deutschen Musikers Joachim Witt, in Kooperation mit dem deutschen Synthiepop-Sänger Peter Heppner, aus dem Jahr 1998. Das Stück ist die zweite Singleauskopplung aus Witts achtem Studioalbum bayreuth eins.

## Entstehung und Artwork
Geschrieben wurde das Lied gemeinsam von Peter Heppner und Joachim Witt, letzterer arrangierte und produzierte die Single zusammen mit José Alvarez-Brill. Brill war ebenfalls für die Abmischung des Stückes verantwortlich. Gemastert wurde das Stück von Liquid Gold Mastering in Halle (Saale), unter der Leitung von Radu Marinescu. Die Aufnahmen erfolgten im Tonstudio The Factory in Belgien. Die Flut wurde unter den Musiklabels Epic Records und Zeitbombe (Strange Ways Records) veröffentlicht, durch Eisenherz, Hanseatic MV und Strange Ways Records verlegt sowie durch Sony Music Entertainment vertrieben.
Auf dem schwarz gehaltenen Cover der Maxi-Single sind – neben Künstlernamen und Liedtitel – Wasserwellen zu sehen. Die Fotografie und Artworkarbeiten stammen von den Graphischen Werken Ottensen, das Designkonzept selbst stammt von Heppner.

## Veröffentlichung und Promotion
Die Erstveröffentlichung von Die Flut erfolgte am 23. Januar 1998 in Deutschland als Independent-Single bei Strange Ways Records. Diese erste Auflage wurde jedoch nach kurzer Zeit vom Markt genommen und im März 1998 als Maxi-Single in einer leicht veränderten Aufmachung erneut bei dem Majorlabel Epic Records veröffentlicht. Auf dem Cover der ersten Auflage befinden sich noch die Vornamen beider Interpreten, diese wurden bei der Neuauflage weggelassen. Im Laufe des Jahres folgten Veröffentlichungen in Österreich (12. Juli 1998) und der Schweiz (9. August 1998) sowie schließlich eine europaweite Veröffentlichung. Neben der Radioversion enthält die Maxi-Single eine erweiterte Fassung von Die Flut sowie die Lieder Wintermärz und Twelve, als B-Seite. Bei den B-Seiten handelt es sich um Solo-Veröffentlichungen, Wintermärz stammt von Witt und Twelve von Heppner.
2001 veröffentlichte Witt eine Liveversion zu Die Flut als B-Seite seiner Single Stay? Es handelt sich um eine Soloversion des Stücks, die während Witts Bayreuth 2 Tour 2001 aufgenommen wurde. Das Mastering dieser Version erfolgte durch das „Woodhouse-Studio“ in Hagen. Am 22. Februar 2019 erschien ein orchestrales Liveduett von Heppner und Witt, unter der musikalischen Begleitung des durch Christoph-Johannes Eichhorn dirigierten MDR-Sinfonieorchesters, auf Witts Livealbum Refugium. Die Aufnahme entstand am 7. Oktober 2018 im Leipziger Gewandhaus.

## Hintergrund
Zusammenarbeit Witt/Heppner
Peter Heppner und Joachim Witt veröffentlichten in ihrer Karriere gemeinsam zwei Singles. 1998 erschien mit Die Flut das erste gemeinsame Werk. Das Zustandekommen beschrieb Witt damit, dass einer seiner „absoluten Lieblingstitel“ Über’s Jahr von Wolfsheim sei. Alleine das sei Grund genug gewesen, Kontakt zu Heppner aufzunehmen. Zusätzlich sei Witt durch Lothar Gärtner – dem Labelinhaber von „Strange Ways“, bei dem Wolfsheim unter Vertrag standen – angeregt worden. Witt stellte Heppner den Titel vor und so habe sich die Basis für eine Zusammenarbeit ergeben, getragen von auffälliger gegenseitiger Übereinstimmung.
Zum 20-jährigen Jubiläum von Die Flut nahmen Heppner und Witt mit Was bleibt? erneut ein Duett auf. Das Lied wurde am 10. August 2018 als Single veröffentlicht und feierte am 12. August 2018 seine Livepremiere bei einem gemeinsamen Auftritt auf dem M’era Luna Festival. Was bleibt? entstand unter umgekehrten Vorzeichen. Während Heppner mit Der Flut noch auf bayreuth eins von Witt gastierte, so ist Heppner diesmal der Gastgeber. Die Single erschien auf Heppners drittem Studioalbum Confessions & Doubts.
Überraschender Erfolg von Die Flut und Auswirkungen auf Wolfsheim
In einem Interview mit dem Online-Magazin Laut.de – welches Heppner im Zuge der Veröffentlichung seiner Alben Confessions & Doubts und TanzZwang gab – berichtete er 20 Jahre nach der Veröffentlichung von Die Flut, dass sie der Erfolg der Single alle überrascht, fast „überfahren“ hätte. Sie hätten alle an das Stück geglaubt, auch er selbst habe daran geglaubt, dass es erfolgreich werden könne. Aber dass es so erfolgreich werden würde, vor allem ohne Radiounterstützung, es sei schließlich nur über Mundpropaganda und Verkäufe gelaufen, das sei schon eine „erstaunliche Sache“ und „irre“ gewesen. Und es hörte und hörte nicht auf, so dass es beinahe schon etwas genervt habe am Ende. Des Weiteren berichtete er während des Interviews, dass er seine Nebenprojekte immer so „timen“ wollte, dass sie kurzfristig vor neuen Wolfsheim-Projekten stattfinden, um diese Projekte damit zu unterstützen. Wolfsheim wollte mit ihrem vierten Studioalbum Spectators rauskommen und Die Flut sei immer noch in den deutschen Singlecharts gewesen. Das sei für ihn und Markus Reinhardt als Band „doof“ gewesen. Deswegen hätten sie die Veröffentlichung von Spectators um ein Vierteljahr verschieben müssen. In einem Interview bei Grenzwellen gab er zudem an, dass Die Flut nur eine Idee am Rande gewesen sei, die hauptsächlich durch die Wolfsheim-Fans gut angelaufen sei, sodass es von einer Indie- zur Majorveröffentlichung avancierte.
Erdbeben im Indischen Ozean 2004
Kurz nach dem Sumatra-Andamanen-Beben im Indischen Ozean am 26. Dezember 2004 verbannten einige Radiostationen das Lied vorübergehend aus ihrer Rotation. Schätzungsweise starben durch das Beben und seine Folgen etwa 230.000 Menschen, davon allein in Indonesien rund 165.000. Über 110.000 Menschen wurden verletzt, über 1,7 Millionen Küstenbewohner rund um den Indischen Ozean wurden obdachlos. Neben Die Flut wurden auch Titel wie Perfekte Welle von Juli oder auch Land unter von Herbert Grönemeyer vorübergehend aus dem Programm genommen. Der SWR3-Sprecher Frank Bischoff erklärte beispielsweise, dass es nicht passen würde, wenn solche Titel jetzt gespielt würden.

## Inhalt
Der Liedtext zu Die Flut ist in deutscher Sprache verfasst. Sowohl die Musik als auch der Text wurden gemeinsam von Heppner und Witt verfasst. Musikalisch bewegt sich das Lied im Bereich der Rock- und Synthie-Pop-Musik. Das Tempo beträgt 115 Schläge pro Minute. Das Lied befindet sich in der Tonart E-Dur. Aufgebaut ist das Lied auf zwei Strophen, einer Bridge und einem Refrain. Die Bridge erfolgt vor jedem Refrain sowie zwischen dem zweiten und dritten Refrain und besteht immer aus einem Vierzeiler, dessen Text sich jedes Mal unterscheidet. Die Strophen werden von Witt, die Bridge von Heppner gesungen. Der Refrain wird letztendlich von beiden zusammen gesungen. Als Instrumentalist ist Martin Langer von der deutschen Popgruppe Felix de Luxe am Schlagzeug zu hören.
Inhaltlich beschreibt das Stück die Sehnsucht nach einem Leben in einer besseren Welt und die Unzufriedenheit über unsere und ihre Vergänglichkeit. Es geht um einen inneren Kampf, bei dem jemand mit seinem bisherigen Leben hadert. Die regionale Tageszeitung Freie Presse schrieb, dass bei den Hörern wohl eher zunächst Gefühle wie Melancholie aufkämen; neben vielen negativ klingenden Aussagen verberge der Text auch einige optimistische Passagen wie die des Refrains, in dem nur der Traum auf ein neues „großes“ Leben besungen wird.

„Wann kommt die Flut – über mich?

Wann kommt die Flut – die mich berührt?

Wann kommt die Flut – die mich mit fortnimmt?

in ein anderes großes Leben – irgendwo.“

## Musikvideo
Am Anfang des Videos sitzen sich Heppner und Witt an einem – wie in einer Vernehmung von einer Lampe beschienenen – Tisch gegenüber. Durch die Texteinblendung „Die Arche steht bereit“ beginnt die Haupthandlung, die optisch im Stil eines Stummfilms aus dem frühen 20. Jahrhundert gehalten ist. Zu sehen sind weiß gekleidete Frauen und Männer (in Texteinblendungen werden sie als „Auserwählte“ bezeichnet) in Zweierreihe, die vor einem riesigen schwarzen Schiff auf ihre Fahrkarte warten. Zur selben Zeit begleitet ein schwarzgekleideter Mann in Leder- und Regenmantel mit Fliegermütze (Witt) eine Gruppe „behinderter Menschen“ in Richtung des Schiffes. Während die letzte Fahrkarte ausgegeben wird, setzt der Regen ein. Die „Auserwählten“ und „Behinderten“, die sich noch nicht auf dem Schiff befinden, treffen nun aufeinander und kämpfen darum, auf das Schiff zu gelangen. Letztendlich gelingt das nur einem der „Auserwählten“ (Heppner). Dieser kappt die Seile, sodass die Brücke des Schiffs herunterstürzt, hierbei werden einige der Zurückgebliebenen erschlagen und die Luke wird von ihm geschlossen. Am Ende sind wieder Witt und Heppner in der gleichen Position wie zu Beginn des Videos zu sehen. Die „Bordkarten“ werden durch einen Dienststempel mit dem Stralsunder Wappen gekennzeichnet.
Das Musikvideo feierte am Anfang des Jahres Premiere. Die Gesamtlänge beträgt 3:52 Minuten. Regie führten Stefan Browatzki und Philipp Stölzl. Im Februar 2018 hochgeladen, zählte das Video bis März 2025 über 5,3 Millionen Aufrufe auf der Videoplattform YouTube.

## Mitwirkende
| Liedproduktion - José Alvarez-Brill: Abmischung, Arrangement, Musikproduzent - Peter Heppner: Gesang, Komponist, Liedtexter - Martin Langer: Schlagzeug - Radu Marinescu: Mastering - Joachim Witt: Arrangement, Gesang, Komponist, Liedtexter, Musikproduzent Musikvideo - Stefan Browatzki: Regisseur - Sven Budelmann: Filmeditor - Michael Mieke: Kameramann - Philipp Stölzl: Regisseur Artwork (Cover) - Peter Heppner: Artwork | Unternehmen - Department M: Filmproduzent (Musikvideo) - Eisenherz: Verlag - Epic Records: Musiklabel - The Factory: Tonstudio - Graphische Werke Ottensen: Artwork (Cover) - Hanseatic MV: Verlag - Indigo: Vertrieb (1. Auflage) - Liquid Gold Mastering: Mastering - Sony Music Entertainment: Vertrieb - Strange Ways Records: Musiklabel (1. Auflage), Verlag - Zeitbombe: Musiklabel |

## Rezeption
Beiden Sängern wurde aufgrund des Musikvideos die Verherrlichung des Totalitarismus vorgeworfen. Ähnlich wie Rammstein griffen sie auf eine Ästhetik zurück, die zuvor im Martial Industrial etabliert wurde und erreichten damit ein größeres Publikum. Während Rammstein mit Stripped direkt Bilder Leni Riefenstahls nutzten, orientierte sich das Musikvideo zu Die Flut an Sergei Michailowitsch Eisenstein. Das Musikvideo biete jedoch, wie das Rammstein-Video, deutliche Anknüpfungspunkte an eine totalitäre Ästhetik. Das dargestellte Endzeitszenario von einer drohenden Flut wird von Lindke als Beinahe-Hommage „an den völkisch-rassistischen Republikaner-Wahlspruch ›Das Boot ist voll‹“ gedeutet.
Die taz beurteilte das Video als ein sozialdarwinistisches Werk, „ein absurdes Panoptikum behinderter Menschen, zum Sterben auserwählt – Sound der Eugenik, einer, der Überfremdungsängste inszeniert und Survival of the Fittest.“ Laut Martin Büsser wurde mit Die Flut ein „Überfremdungs- und Überbevolkerungsangst schürendes Video [erzeugt], das an offenkundiger Nazi-Propaganda nur um Haaresbreite vorbeigeschlittert ist[.]“ Der A&R-Manager der zugehörigen Plattenfirma „Strange Ways Records“, Christoph Bolwin, wies die Vorwürfe zurück. Witt bliebe im Video als Ausgestoßener an Land zurück und die Ästhetik des Videos sei an Eisenstein und keineswegs an NS-Propagandafilmen orientiert.
In Interviews, die Witt im Entstehungszeitraum der Werkreihe Bayreuth gab, vertrat er ethnopluralistische Positionen und sprach sich für eine Loslösung der genutzten Ästhetik, die im Video zu Bataillon d’Amour, in Form eines Fackelmarschs, erneut aufgegriffen wurde, aus dem Kontext des Nationalsozialismus aus. In den gleichen Interviews nannte er sich selbst einen linken Kosmopoliten.

## Kommerzieller Erfolg
Das Lied wurde zum größten kommerziellen Erfolg in Witts und Heppners Karriere. Dem zu Beginn der 1980er-Jahre erfolgreichen Witt gelang damit ein großes Comeback, während es für Heppner die erste kommerziell erfolgreiche Veröffentlichung abseits seines Musikprojektes Wolfsheim war.

### Charts und Chartplatzierungen
Die Flut erreichte in Deutschland Rang zwei der Singlecharts und musste sich lediglich Bailando von Loona geschlagen geben. Die Single platzierte sich 19 Wochen in den Top 10 und 37 Wochen in den Top 100. In Österreich erreichte die Single Rang zwölf und platzierte sich sieben Wochen in den Charts. Obwohl es das Lied nicht auf Platz eins schaffte, war es trotzdem für einen Zeitraum von zwölf Wochen das erfolgreichste deutschsprachige Lied in den deutschen Singlecharts, sowie für drei Wochen das erfolgreichste deutschsprachige Lied in der österreichischen Hitparade. In der Schweizer Hitparade erreichte Die Flut in zehn Chartwochen mit Rang 24 seine höchste Chartnotierung. 1998 platzierte sich das Lied auf Rang acht der deutschen Single-Jahrescharts. In den von der ultimativen Chartshow ermittelten Dekadencharts, der 1990er-Jahre in Deutschland, erreichte die Single Rang 46. Zur Ermittlung der Dekadencharts wurden nach den wöchentlichen Chartplatzierungen, im Zeitraum vom 1. Januar 1990 bis 31. Dezember 1999, von den Plätzen eins bis zehn die Punkte zehn bis eins vergeben (Platz eins bekommt zehn Punkte, Platz zwei bekommt neun Punkte usw.).
Für Witt als Autor, Interpret und Produzent ist dies der vierte Charterfolg in Deutschland sowie sein zweiter Top-10-Erfolg nach Goldener Reiter. Er erreichte erstmals nach 16 Jahren wieder die deutschen Singlecharts, zuletzt gelang ihm das mit Tri tra trullala (Herbergsvater) aus dem Jahr 1982. In Österreich ist es nach Goldener Reiter der zweite Charterfolg in allen Funktionen, hier gelang ihm nach 17 Jahren wieder ein Single-Charterfolg. In der Schweiz ist es in allen Funktionen der erste Charterfolg für Witt. Bis heute konnte sich in Deutschland und der Schweiz keine Interpretation und Produktion von Witt besser oder länger in den Charts platzieren (Goldener Reiter ebenfalls Rang zwei in Deutschland). In Österreich konnte sich ebenfalls keine Single länger platzieren, jedoch erreichte Kosmetik (Ich bin das Glück dieser Erde) mit Rang sechs eine bessere Höchstplatzierung. Als Autor von Troy (Die Fantastischen Vier) konnte er in Österreich und der Schweiz größere Erfolge feiern. Die Single platzierte sich in beiden Ländern höher und länger in den Charts als Die Flut. Für Heppner ist Die Flut als Interpret, Komponist und Liedtexter der erste Charterfolg in allen deutschsprachigen Staaten. Bis heute konnte sich in Deutschland und der Schweiz keine Autorenbeteiligung oder Interpretation von ihm besser oder länger in den Charts platzieren. In Österreich konnte sich ebenfalls keine Single besser platzieren, jedoch platzierte sich Dream of You mit 17 Chartwochen länger in den Charts.
| ChartsChartplatzierungen | Höchstplatzierung | Wochen |
| ------------------------ | ----------------- | ------ |
| Deutschland (GfK)        | 2 (37 Wo.)        | 37     |
| Österreich (Ö3)          | 12 (7 Wo.)        | 7      |
| Schweiz (IFPI)           | 24 (10 Wo.)       | 10     |

| ChartsJahrescharts (1998) | Platzierung |
| ------------------------- | ----------- |
| Deutschland (GfK)         | 8           |

| ChartsJahrescharts (1990–1999) | Platzierung |
| ------------------------------ | ----------- |
| Deutschland (GfK)              | 46          |

### Auszeichnungen für Musikverkäufe
1998 wurde Die Flut in Deutschland mit einer Platin-Schallplatte für über 500.000 verkaufte Einheiten ausgezeichnet, somit ist es eines der meistverkauften deutschsprachigen Lieder und Duette. Aussagen Heppners zufolge, verkaufte sich die Single zunächst als Indieveröffentlichung um die 20.000 bis 30.000 Tausend Mal, worunter überwiegend Wolfsheim-Anhänger zu den Käufern zählten. Nach der Majorveröffentlichung verkaufte es sich zum Veröffentlichungszeitraum rund 700.000 Mal weltweit, bis 2018 soll sich Die Flut über 900.000 Mal verkauft haben. Für Heppner ist es bis heute die einzige Plattenauszeichnung als Solokünstler. Für Witt war es die erste Tonträger-Auszeichnung seiner Karriere, bis heute ist es die einzige Single Witts mit Auszeichnung. Bis zur Verleihung einer Goldenen Schallplatte für das Album bayreuth eins im Jahr 2015 war es generell lange Zeit die einzige Auszeichnung Witts. Für beide Interpreten ist es der meistverkaufte Tonträger ihrer Karriere.

| Land/Region        | Auszeichnungen für Musikverkäufe (Land/Region, Auszeichnung, Verkäufe) | Verkäufe |
| ------------------ | ---------------------------------------------------------------------- | -------- |
| Deutschland (BVMI) | Platin                                                                 | 500.000  |
| Insgesamt          | 1× Platin ·                                                            | 500.000  |

## Coverversion
- 2000: Mambo Kurt feat. Tom Angelripper (Album: “Back in Beige” – The Return of Alleinunterhalter Vol. II)[35]
- 2018: Goitzsche Front (Album: 	Deines Glückes Schmied)[36]